# Calliteara obscura
Calliteara obscura är en fjärilsart som beskrevs av Barend J. Lempke 1959. Calliteara obscura ingår i släktet harfotsspinnare, och familjen tofsspinnare. Inga underarter finns listade i Catalogue of Life.